# مقاطعة كمبرلاند (نيو جيرسي)
مقاطعة كمبرلاند (بالإنجليزية: Cumberland County, New Jersey)‏ هي إحدى مقاطعات ولاية نيو جيرسي في الولايات المتحدة. ، بلغ عدد سكانها 156898 نسمة في عام 2010 حسب إحصاء مكتب تعداد الولايات المتحدة وتصل الكثافة السكانية فيها 123.8 نسمة/كم2.

## أعلام
- تشارلز إس. زين
- جون هندرسون
- ثيوفيلس غولد ستيوارد

## وصلات خارجية
- United States Counties